# 關可臨
關可臨，JP，香港公務員，現任屯門民政事務專員。關早年在美国求學，並從圣克拉拉大学取得哲學系文学士。他回港後曾擔任記者，於2005年1月至2006年4月在大公报任職，及後轉職至now寬頻電視新聞。他在2007年加入香港政府擔任政務主任，獲派至教育局出任助理秘書長，專責香港私立大學事宜。他隨後在2009年改至旅遊事務署任職，曾代表港府出席國際合作會議及展覽，亦於2012年再轉至民政事務局，協助首席助理秘書長馮雅慧改革免費法律諮詢服務。他曾在2015年至2019年出任香港駐紐約經濟貿易辦事處副處長，並在哥伦比亚大学完成公共行政碩士。他在2023年6月26日獲港府委任為屯門民政事務專員，並在同月30日起擔任官守太平紳士。

## 外部連結
- 關可臨的個人官方領英頁面

| 政府职务      | 政府职务                           | 政府职务 |
| ------------- | ---------------------------------- | -------- |
| 前任： 馮雅慧 | 屯門民政事務專員 2023年6月26日至今 | 現任     |
| 議會席位      |                                    |          |
| 前任： 陳有海 | 屯門區議會主席 2024年1月1日至今    | 現任     |